# Intermezzo (ópera)

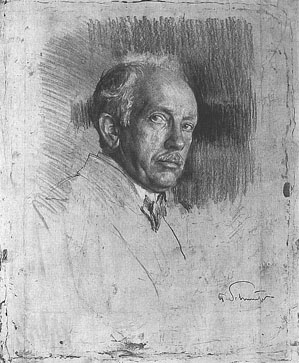
Retrato de Strauss

Intermezzo Op. 72 (Intermedio) es una ópera en dos actos con música y libreto de Richard Strauss, descrita como Bürgerliche Komödie mit sinfonischen Zwischenspielen (comedia burguesa con interludios sinfónicos).  Fue estrenada en la Semperoper de Dresde el 4 de noviembre de 1924, con un decorado que reproducía la casa de Strauss en Garmisch-Partenkirchen. La primera representación en Viena fue en enero de 1927.

## Génesis
La historia describe ficcionalmente al propio Strauss (bajo el nombre "Robert Storch") y a su esposa Pauline de Ahna (como "Christine"), y se basa en un incidente real de su vida matrimonial. La temperamental Pauline no estaba enterada del argumento de la ópera hasta que asistió a la primera representación. 
Cuando Lotte Lehmann - la célebre soprano que la estrenó - felicitó a Pauline por el maravilloso regalo que su marido le había hecho, esta respondió que le importaba un comino. La música más conocida de esta ópera corresponde a los interludios orquestales entre escenas. 
Hugo von Hofmannsthal, su libretista de aquella época, se negó a trabajar en la ópera y le sugirió a Strauss que escribiera él mismo el libreto; tras el rechazo de varios escritores, que encontraban delicado escribir una historia basada en un conflicto real de la pareja, el músico acabó haciéndolo. Por esta razón, el libreto está en prosa en lugar de en verso y se utilizan variantes dialectales en algunos de los personajes.
El título de la ópera hace referencia a los Intermezzi, representaciones cómicas breves que se intercalaban en los descansos de la ópera seria durante el siglo XVIII y que solían tratar conflictos matrimoniales o enredos ligeros.
Esta ópera rara vez se representa en la actualidad; en las estadísticas de Operabase aparece con sólo 2 representaciones en el período 2005-2010.

## Personajes
| Personaje                                         | Tesitura | Estreno, 4 de noviembre de 1924 Director: Fritz Busch |
| ------------------------------------------------- | -------- | ----------------------------------------------------- |
| Christine Storch                                  | soprano  | Lotte Lehmann                                         |
| Robert Storch, su marido, un director de orquesta | barítono | Joseph Correck                                        |
| Anna, su criada                                   | soprano  |                                                       |
| Franzl, su hijo de dieciocho años                 | hablado  |                                                       |
| Barón Lummer                                      | tenor    |                                                       |
| El notario                                        | barítono |                                                       |
| Su mujer                                          | soprano  |                                                       |
| Stroh, otro director                              | tenor    |                                                       |
| Un consejero comercial                            | barítono |                                                       |
| Un consejero legal                                | barítono |                                                       |
| Un cantante                                       | bajo     |                                                       |
| Fanny, la cocinera de los Storch                  | hablado  |                                                       |
| Marie y Therese, criadas                          | hablados |                                                       |
| Resi, una chica joven                             | soprano  |                                                       |
|                                                   |          |                                                       |

## Argumento
Lugar: Viena y Grundlsee durante el invierno de 1920.
El director de orquesta Robert Storch está a punto de dirigir un concierto una noche. Christine, su mujer, se siente poco apreciada y no le gusta el hecho de que el trabajo de su marido lo mantenga alejado de ella todas las tardes. Christine va a un centro turístico de invierno donde conoce al Barón Lummer, con el que flirtea. El Barón Lummer resulta ser un noble sin recursos en busca de un préstamo. En ese momento, Christine recibe una carta aparentemente dirigida a su marido, y la abre. Es una carta de amor dirigida a él por una joven, Mitzi Meyer. Christine está furiosa y decide divorciarse de Storch. 
Robert y sus amigos, incluyendo al director Stroh, juegan a las cartas una tarde, y hablan de la personalidad voluble de Christine. Christine ha enviado una carta a Robert para decirle que lo abandona. Ella visita a un notario para conseguir el divorcio. Sin embargo, el notario sospecha que la verdadera motivación es su relación con el Barón Lummer. Stroh y Storch finalmente descubren que Mitzi Meyer había confundido sus nombres, y que la carta iba dirigida a Stroh. Christine es informada de la confusión, y ella y Storch se reconcilian.

## Discografía selecta
| Año  | Roles: Christine Storch, Robert Storch, Anna, Baron Lummer             | Director, Teatro de Ópera y Orquesta                       | Discográfica                  |
| ---- | ---------------------------------------------------------------------- | ---------------------------------------------------------- | ----------------------------- |
| 1963 | Hanny Steffek, Hermann Prey, ?, ?                                      | Joseph Keilberth, Ópera del Estado Bávaro Orquesta y Coro  | DVD Video: Legato Classics    |
| 1980 | Lucia Popp, Dietrich Fischer-Dieskau, Gabriele Fuchs, Adolf Dallapozza | Wolfgang Sawallisch, Orquesta Sinfónica de la Radio Bávara | Audio CD: EMI Classics , 2002 |
| 1983 | Felicity Lott, John Pringle, ?, ?                                      | Gustav Kuhn, Orquesta Filarmónica de Londres               | DVD Video: Kultur             |